# L'Irrésistible (film, 1933)
Pour les articles homonymes, voir L'Irrésistible.
Pour plus de détails, voir Fiche technique et Distribution.
L'Irrésistible (Son of a Sailor) est un film américain réalisé par Lloyd Bacon et sorti en 1933.

## Synopsis
Callahan, un marin particulièrement loquace, est à la recherche de l'amour lorsqu'il rencontre la petite-fille d'un amiral. Il va se retrouver mêler à des histoires d'officiers supérieurs de la marine ainsi que de deux espions intéressés par les plans d'un nouveau système de vol contrôlé par un robot.

## Fiche technique
- Titre original : Son of a Sailor
- Titre français : L'Irrésistible[1]
- Réalisation : Lloyd Bacon
- Scénario : Alfred A. Cohn, Paul Girard Smith
- Direction artistique : Anton Grot
- Costumes : Orry-Kelly
- Photographie : Ira H. Morgan
- Montage : James Gibbon
- Musique : Leo F. Forbstein
- Société de production : First National Pictures
- Société de distribution : Warner Bros.
- Pays d'origine :  États-Unis
- Langue originale : anglais
- Format : noir et blanc — 35 mm — 1.37:1 — son monophonique
- Genre : Comédie
- Durée : 73 minutes
- Date de sortie :
  - États-Unis : 29 novembre 1933

## Distribution
- Joe E. Brown : 'Handsome' Callahan
- Jean Muir : Helen Farnsworth
- Frank McHugh : 'Gaga'
- Thelma Todd : la Baronne
- Johnny Mack Brown : 'Duke'
- Sheila Terry : Genevieve
- George Blackwood : Armstrong
- Merna Kennedy : Isabel
- Kenneth Thomson : Williams
- Samuel S. Hinds : Amiral Farnsworth
- Noel Francis : Queenie
- Arthur Vinton : Vincent
- George Irving : Vice-amiral Lee

Acteurs non crédités
- Ward Bond : Joe
- George Chandler : marin
- Clay Clement : Blanding
- Bobby Dunn : marin
- Walter Miller : Kramer
- Henry O'Neill : officier naval
- Jack Pennick : marin
- Purnell Pratt : Capitaine Briggs
- Joe Sawyer : Slug